# بيرت مونرو
بيرت مونرو (بالإنجليزية: Burt Monroe)‏ هو عالم حيوانات وعالم طيور أمريكي، ولد في 25 أغسطس 1930 في لويفيل في الولايات المتحدة، وتوفي في 14 مايو 1994 في كنتاكي في الولايات المتحدة.